# Amalia di Sassonia-Hildburghausen
Sofia Amalia Carolina di Sassonia-Hildburghausen (Hildburghausen, 21 luglio 1732 – Öhringen, 19 giugno 1799) fu duchessa di Sassonia-Hildburghausen e duchessa consorte di Hohenlohe-Neuenstein-Oehringen.

## Biografia
Era l'ultimogenita del duca Ernesto Federico II di Sassonia-Hildburghausen (1707–1745) e di sua moglie Carolina (1700–1758), figlia del conte Filippo Carlo di Erbach-Fürstenau, e unica figlia femmina.
Il 28 gennaio 1749, ad Hildburghausen, sposò il principe Luigi di Hohenlohe-Oehringen (1723–1805). L'unico figlio nato da quest'unione morì in tenera età, cosicché la linea s'estinse con Luigi ed il territorio passò al ramo degli Hohenlohe-Ingelfingen. Nel 1770 Amalia invitò il fratello Eugenio, caduto in disgrazia ad Hildburghausen, insieme alla moglie (che era sua nipote) a trasferirsi alla corte di Öhringen, dove vissero sino alla morte della duchessa.
Amalia è sepolta con il marito in una tomba speciale nella chiesa della collegiata di Öhringen. Qui, nel transetto sud, un rilievo in marmo di Amalia e di suo marito venne creato in stile neo-classicista  dallo scultore Johann Gottfried Schadow, in occasione delle nozze d'oro della coppia nel 1799.

## Ascendenza
|                                                |   |                                        | Genitori                             |  |  | Nonni |  |  | Bisnonni                           |  |  | Trisnonni                               |  |
|                                                |   |                                        |                                      |  |  |       |  |  | Ernesto di Sassonia-Hildburghausen |  |  | Ernesto I di Sassonia-Coburgo-Altenburg |  |
|                                                |   |                                        |                                      |  |  |       |  |  | Ernesto di Sassonia-Hildburghausen |  |  | Ernesto I di Sassonia-Coburgo-Altenburg |  |
|                                                |   | Elisabetta Sofia di Sassonia-Altenburg |                                      |  |  |       |  |  | Ernesto di Sassonia-Hildburghausen |  |  |                                         |  |
| Ernesto Federico I di Sassonia-Hildburghausen  |   |                                        |                                      |  |  |       |  |  | Ernesto di Sassonia-Hildburghausen |  |  |                                         |  |
|                                                |   | Sofia Enrichetta di Waldeck            | Giorgio Federico di Waldeck          |  |  |       |  |  |                                    |  |  |                                         |  |
|                                                |   | Sofia Enrichetta di Waldeck            | Giorgio Federico di Waldeck          |  |  |       |  |  |                                    |  |  |                                         |  |
|                                                |   | Sofia Enrichetta di Waldeck            | Elisabetta Carlotta di Nassau-Siegen |  |  |       |  |  |                                    |  |  |                                         |  |
| Ernesto Federico II di Sassonia-Hildburghausen |   | Sofia Enrichetta di Waldeck            |                                      |  |  |       |  |  |                                    |  |  |                                         |  |
|                                                |   | Giorgio Luigi I di Erbach-Erbach       | …                                    |  |  |       |  |  |                                    |  |  |                                         |  |
|                                                |   | Giorgio Luigi I di Erbach-Erbach       | …                                    |  |  |       |  |  |                                    |  |  |                                         |  |
|                                                |   | Giorgio Luigi I di Erbach-Erbach       | …                                    |  |  |       |  |  |                                    |  |  |                                         |  |
| Sofia Albertina di Erbach-Erbach               |   | Giorgio Luigi I di Erbach-Erbach       |                                      |  |  |       |  |  |                                    |  |  |                                         |  |
|                                                |   | Amalia Caterina di Waldeck-Eisenberg   | …                                    |  |  |       |  |  |                                    |  |  |                                         |  |
|                                                |   | Amalia Caterina di Waldeck-Eisenberg   | …                                    |  |  |       |  |  |                                    |  |  |                                         |  |
|                                                |   | Amalia Caterina di Waldeck-Eisenberg   | …                                    |  |  |       |  |  |                                    |  |  |                                         |  |
| Amalia di Sassonia-Hildburghausen              |   | Amalia Caterina di Waldeck-Eisenberg   |                                      |  |  |       |  |  |                                    |  |  |                                         |  |
|                                                | … | …                                      |                                      |  |  |       |  |  |                                    |  |  |                                         |  |
|                                                | … | …                                      |                                      |  |  |       |  |  |                                    |  |  |                                         |  |
|                                                | … | …                                      |                                      |  |  |       |  |  |                                    |  |  |                                         |  |
| Filippo Carlo di Erbach-Fürstenau              | … |                                        |                                      |  |  |       |  |  |                                    |  |  |                                         |  |
|                                                |   | …                                      | …                                    |  |  |       |  |  |                                    |  |  |                                         |  |
|                                                |   | …                                      | …                                    |  |  |       |  |  |                                    |  |  |                                         |  |
|                                                |   | …                                      | …                                    |  |  |       |  |  |                                    |  |  |                                         |  |
| Carolina di Erbach-Fürstenau                   |   | …                                      |                                      |  |  |       |  |  |                                    |  |  |                                         |  |
|                                                |   | …                                      | …                                    |  |  |       |  |  |                                    |  |  |                                         |  |
|                                                |   | …                                      | …                                    |  |  |       |  |  |                                    |  |  |                                         |  |
|                                                |   | …                                      | …                                    |  |  |       |  |  |                                    |  |  |                                         |  |
| Carlotta Amalia di Kunowitz                    |   | …                                      |                                      |  |  |       |  |  |                                    |  |  |                                         |  |
|                                                |   | …                                      | …                                    |  |  |       |  |  |                                    |  |  |                                         |  |
|                                                |   | …                                      | …                                    |  |  |       |  |  |                                    |  |  |                                         |  |
|                                                |   | …                                      | …                                    |  |  |       |  |  |                                    |  |  |                                         |  |
|                                                |   | …                                      |                                      |  |  |       |  |  |                                    |  |  |                                         |  |

## Discendenza
Amalia ebbe un solo figlio dal suo matrimonio con Luigi:
- Carlo Luigi Federico (1754–1755);